# ペーター・テルティング
ペーター・テルティング（Peter Terting, 1984年2月19日 – ）は、ドイツ・バイエルン州ケンプテン（Kempten im Allgäu）出身のカーレースドライバーである。

## 経歴
カートで、1995年にバイエルン州選手権を制したのを皮切りに、ドイツ・ジュニア選手権（1998年）、ドイツ・ポップジュニア選手権（1999年）でタイトルを獲得し、2000年に四輪のフォーミュラ・BMWへとステップアップした。
フォーミュラでステップアップする道は行かず、2002年にフォルクスワーゲン・ルポカップでタイトルを獲り、2003年にはドイツツーリングカー選手権(DTM)にも参戦した。
2004年にドイツのセアト・レオン・クプラ・カップに参戦し、シリーズチャンピオンとなったことで、翌年以降、世界ツーリングカー選手権にセアトチームから参戦することとなった。
2005年の同選手権では、初参戦ながらメキシコで開催されたレースで1勝を記録した（同地で行われた第1レースを7位で完走し、第2レースでは2番グリッドからスタートした）。
翌年も引き続き同選手権に参戦し、最終的にランキング9位と、前年（ランキング12位）より成績を向上させた。しかしながら、セアト勢の中では最年少であり、これまで他のツーリングカーレースに長年参戦していたリカルド・リデルとジョルディ・ジェネの後塵を拝することが多く、この年限りでシートを喪失した。

## レース戦績

### ドイツツーリングカー選手権
| 年     | チーム                          | 使用車両                   | 1       | 2      | 3      | 4       | 5      | 6       | 7       | 8      | 9      | 10    | 11  | 順位 | ポイント |
| ------ | ------------------------------- | -------------------------- | ------- | ------ | ------ | ------- | ------ | ------- | ------- | ------ | ------ | ----- | --- | ---- | -------- |
| 2003年 | アプト・スポーツライン ジュニア | アプト-アウディ・TT-R 2002 | HOC Ret | ADR 13 | NÜR 14 | LAU DNS | NOR 12 | DON 14  | NÜR Ret | A1R 13 | ZAN 14 | HOC 8 |     | 17位 | 1        |
| 2004年 | アプト・スポーツライン          | アウディ・A4 DTM 2004      | HOC     | EST    | ADR    | LAU     | NOR    | SHA1 11 | NÜR     | OSC    | ZAN    | BRN   | HOC | NC   | -        |

1 -  上海ラウンドは、ノンタイトル戦として開催された。